# Gagny
Gagny is een gemeente in het Franse departement Seine-Saint-Denis (regio Île-de-France). De gemeente telde 40.790 inwoners op 1 januari 2022. De plaats maakt deel uit van het arrondissement Le Raincy.

## Geografie
De oppervlakte van Gagny bedroeg op 1 januari 2022 6,83 vierkante kilometer; de bevolkingsdichtheid was toen 5.972,2 inwoners per km². Gagny ligt aan het eindpunt van de RNIL 302. Binnen de gemeente liggen twee spoorwegstations: Station Gagny en Station Le Chénay-Gagny.
De onderstaande kaart toont de ligging van Gagny met de belangrijkste infrastructuur en aangrenzende gemeenten.

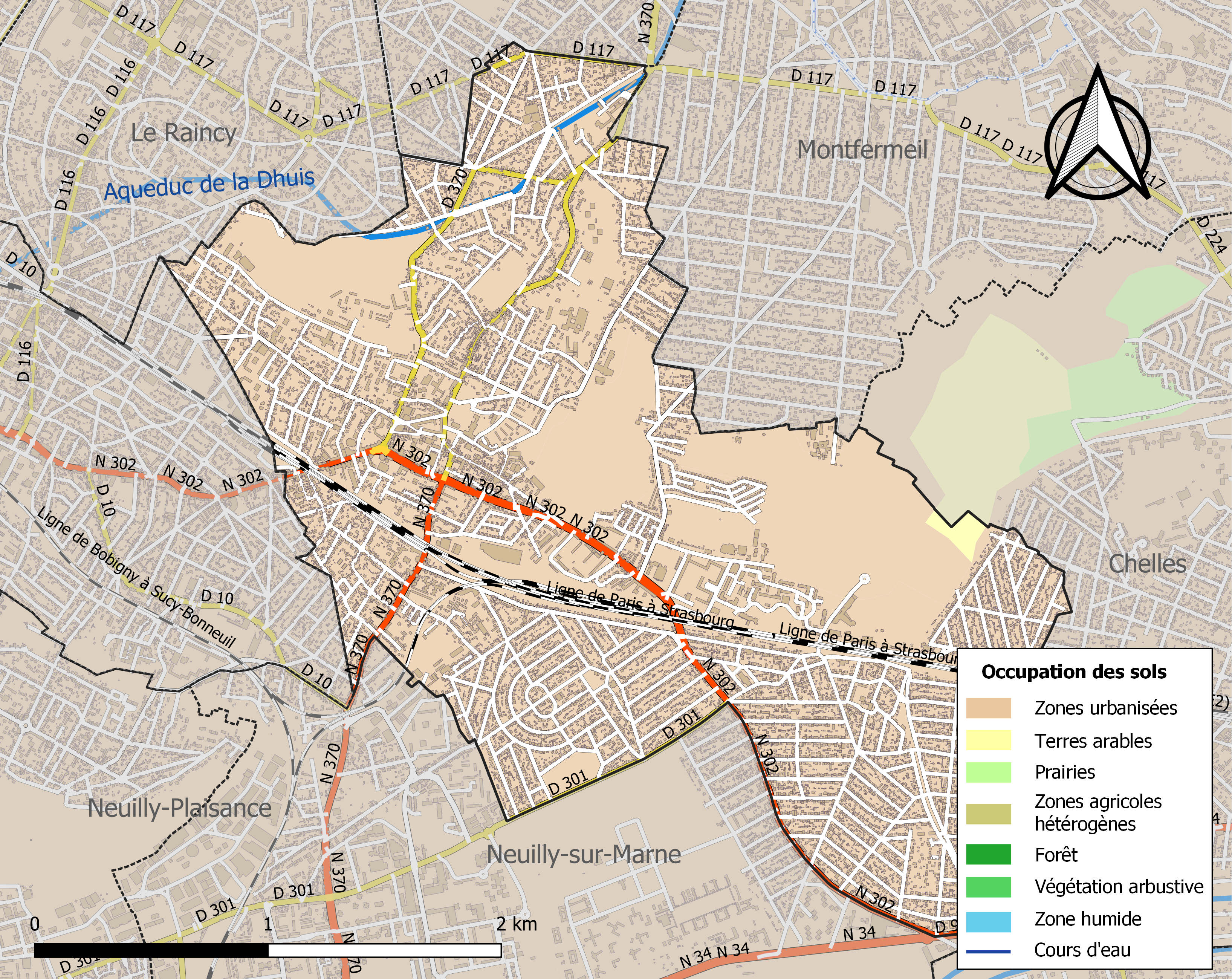

## Demografie
Onderstaande figuur toont het verloop van het inwonertal (bron: INSEE-tellingen).

## Overleden
- Etienne François Xavier des Michels de Champorcin (1721-1807) was bisschop van Senez en laatste prins-bisschop van Toul
- Jean-Pierre-Paul Adam (?-1824), toneelspeler

## Zustersteden
Gagny onderhoudt vriendschapsbanden met zes plaatsen.
- Apeldoorn, sinds 1995
- Berlin-Wilmersdorf, sinds 1995
- Gladsaxe (gemeente)], sinds 1975
- Minden, sinds 1975
- Sutton, sinds 1974
- Tavarnelle Val di Pesa, sinds 1967